# Röda korsets journalistpris
Röda korsets journalistpris instiftades 2006 av Svenska Röda Korset och delas ut till en journalist eller en redaktionell grupp som belyst "de humanitära konsekvenserna och komplexiteten i dagens kriser eller katastrofer".
Priset består av ett resestipendium på 30 000 kronor som delas ut varje vår. Det ges både till enskilda reportage eller större satsningar i och utanför Sverige. Nomineringen till priset är öppen för allmänheten och vinnaren koras av en jury journalister och mediepersoner. Arbetet leds av Svenska röda korsets ordförande.
Vissa år delas även ett hedersomnämnande ut.

## Pristagare
- 2006 – Hanna Sofia Öberg för hennes reportage i Norrköpings Tidningar om livet på en svensk flyktingförläggning.[3]

- 2007 – Jörgen Huitfeldt, Thella Johnson och Ola Wong för reportageserien ”Sjukt billigt!” i radioprogrammet Kaliber.[4]

- 2008 – Lasse Granestrand för reportage i Dagens Nyheter om asylsökande och för boken I Sveriges väntrum samt Sven Irving för dokumentären Tobakens barn.[5]

- 2009 – Randi Mossige-Norheim för ett reportage i Konflikt i Sveriges Radio P1.[6]

- 2010 – Katarina Gunnarsson.

- 2011 – Bo-Göran Bodin och Daniel Velasco för sina reportage om tvångsvård av funktionshindrade ungdomar i Kaliber i Sveriges Radio P1.[7]
  - Hedersomnämnande till Stina Blomgren för ett reportage om svenska affärskontakter med Libyen i Korrespondenterna i SVT.[8]

- 2012 – Sofia Eriksson och Mikaela Matar, Utbildningsradion, för en reportageserie i SVT om ensamkommande flyktingbarn.[9]

- 2013 – Markus Alfredsson och Linnea Hambe för radioreportaget ”Språkanalyserna som avgör liv” i Sveriges Radio P1.[10]

- 2014 – Randi Mossige-Norheim för radioreportaget ”Narkotikalandet” i Sveriges Radio P1.[11]
  - Hedersomnämnande till Andreas Mattsson för reportaget "Här slutade flykten från helvetet" i Sydsvenskan och Gotlands Tidningar.[12]

- 2015 – Daniel Velasco för radiodokumentären "Patienten och tystnaden" i Sveriges Radio samt Niklas Orrenius och Anders Hansson för reportageserien "Drömmen om Sverige" i Dagens Nyheter.[1]
  - Hedersomnämnande till Alexander Mahmoud för reportaget Hem till byn i Tidningen Re:public.[1]

- 2016 – Bo-Göran Bodin och Daniel Velasco för radioreportaget "Död i slutet rum" i P1 Dokumentär, Sveriges Radio.[13]

- 2017 – Erik Wiman och Magnus Wennman för sina reportage om krig och konflikt i Aftonbladet.[14]

- 2018 – Katia Wagner och Anders Hansson för ”När dagen är slut har de räddats från en säker död" i Dagens Nyheter.[15]

- 2019 – Katja Magnusson, Håkan Engström och Daisy Mohr för radiodokumentären "Systrarna i garaget" i Sveriges Radio P1.[16]

- 2020 – Anna Roxvall och Johan Persson för "Hägring Europa" i Amnesty Press.[17]

- 2021 – Randi Mossige-Norheim, Thomas Kanger och Magnus Arvidson för dokumentärserien "Vipeholmsanstalten" i Sveriges Radio P1.[18]

- 2022 – Josefin Sköld, Patrik Lundberg och Alexander Mahmoud för reportageserien "Barn till varje pris" i Dagens Nyheter.[19]
- 2023 – Ivar Andersen och Mobeen Ansari för reportaget ”Han gör fotbollarna till VM i Qatar” om låglönearbete i Pakistan.[20]
- 2024 – Anna Gullberg och Anna-Karin Nilsson för reportageserien "Krigets kvinnor".[21]